# Anouvongstadion
Het Anouvong Stadion (officiële naam) of Nationaal Stadion is een multifunctioneel stadion in Vientiane, Laos.
Het stadion wordt meestal gebruikt voor voetbalwedstrijden, maar er kunnen ook atletiekwedstrijden georganiseerd worden. In het stadion is plek voor 15.000 toeschouwers. Het stadion is vernoemd naar een voormalige koning.
Het stadion werd gebruikt bij de Zuidoost-Aziatische Spelen in december 2009. Ook het nationale elftal van Laos maakt wel eens gebruik van dit stadion voor het spelen van hun wedstrijden.